# Bársonypitta
A bársonypitta vagy  selymes madagaszkári-pitta (Philepitta castanea) a madarak osztályának verébalakúak (Passeriformes) rendjébe, a bársonypittafélék (Philepittidae) családjába tartozó faj.

## Előfordulása
Madagaszkár keleti részén él, az esőerdők alacsony lombkoronáiban.

## Megjelenése
Testhossza 14–16,5 centiméter, tettömege 31,5–37 gramm. A hím majdnem teljesen fekete színű, szeme körül zöld húskinövés található. A tojó olajzöld és halványsárga színű.
|  |

## Életmódja
Tápláléka gyümölcsből, nektárból és rovarokból áll. Kis csoportokban vagy párban él, de néha egyedül is. Néha csatlakoznak vegyes fajú csoportokba is.

## Szaporodása
Fészkét körte alakúra készíti, egy kis árnyékos ágra, amelyet mohából sző és levéllel béleli. A fészekben általában 3 tojás található, amelyet a hím költ ki és a tojó hordja az ételt majd a fiókáknak.